# Chile nos Jogos Olímpicos de Verão de 2012
O Chile participou dos Jogos Olímpicos de Verão de 2012, na cidade de Londres, no Reino Unido.

## Desempenho

### Halterofilismo(2 atletas)
Masculino
| Atleta       | Evento | Arranque (kg) | Arremesso (kg) | Total (kg) | Posição |
| ------------ | ------ | ------------- | -------------- | ---------- | ------- |
| Jorge García | -105kg | 150,0         | 191,0          | 341,0      | 13º     |

Feminino
| Atleta                | Evento | Arranque (kg) | Arremesso (kg) | Total (kg) | Posição |
| --------------------- | ------ | ------------- | -------------- | ---------- | ------- |
| María Fernanda Valdés | -75kg  | 96,0          | 127,0          | 223,0      | 9º      |

### Natação
Feminino
| Atletas         | Evento      | Eliminatórias | Eliminatórias | Semifinal   | Semifinal   | Final       | Final       |
| Atletas         | Evento      | Tempo         | Posição       | Tempo       | Posição     | Tempo       | Posição     |
| --------------- | ----------- | ------------- | ------------- | ----------- | ----------- | ----------- | ----------- |
| Kristel Kobrich | 400 m livre | 4min12s02     | 24º           |             |             | Não avançou | Não avançou |
| Kristel Kobrich | 800 m livre | 8min29s55     | 14º           | Não avançou | Não avançou |             |             |

### Remo
Masculino
| Equipe        | Evento        | Eliminatórias | Eliminatórias | Repescagem | Repescagem | Quartas | Quartas  | Semifinal | Semifinal | Final   | Final                |
| Equipe        | Evento        | Tempo         | Posição       | Tempo      | Posição    | Tempo   | Posição  | Tempo     | Posição   | Tempo   | Posição (Pos. final) |
| ------------- | ------------- | ------------- | ------------- | ---------- | ---------- | ------- | -------- | --------- | --------- | ------- | -------------------- |
| Óscar Vásquez | Skiff simples | 7m06s33       | 5º R          | 7m09s12    | 2º Q       | 7m24s07 | 6º S C/D | 7m57s36   | 5º FD     | 7m36s79 | 5º (23º)             |

### Taekwondo
O Chile conseguiu vaga para uma categoria de peso, conquistada na qualificatória pan-americana, realizado em Querétaro, no México:
- até 57 kg feminino.

### Tiro com arco(1 atleta)
| Atleta             | Prova               | Rodada de classificação | Rodada de classificação | Ronda dos 64                  | Ronda dos 32           | Ronda dos 16           | Quartos-finais         | Semifinais             | Final                  | Final       |
| Atleta             | Prova               | Placar                  | Pos.                    | Adversário e resultado        | Adversário e resultado | Adversário e resultado | Adversário e resultado | Adversário e resultado | Adversário e resultado | Pos.        |
| ------------------ | ------------------- | ----------------------- | ----------------------- | ----------------------------- | ---------------------- | ---------------------- | ---------------------- | ---------------------- | ---------------------- | ----------- |
| Denisse van Lamoen | Individual feminino | 645                     | 31º                     | GEO K. Esebua D 0-2, 0-2, 0-2 | Não avançou            | Não avançou            | Não avançou            | Não avançou            | Não avançou            | Não avançou |

### Triatlo
| Atleta                | Evento    | Natação (1,5 km) | Ciclismo (40 km) | Corrida (10 km) | Tempo total | Posição |
| --------------------- | --------- | ---------------- | ---------------- | --------------- | ----------- | ------- |
| Felipe Van de Wyngard | Masculino | 18m53            | 58m52            | 34m03           | 1h53m02     | 50º     |
| Bárbara Riveros Díaz  | Feminino  | 20m22            | 1h07m38          | 36m10           | 2h02m17     | 16º     |